# Skate to Hell
Skate to Hell är Satanic Surfers debut-EP, utgiven 1994 på Bad Taste Records. Skivan var den allra första som Bad Taste Records gav ut.

## Låtlista
Alla låtar är skrivna av Rodrigo Alfaro.
1. "Egocentric" - 2:15
2. "Don't Know What to Do" 2:28
3. "Nun" - 2:53
4. "Why?" - 2:02
5. "Kill My Girlfriends's Dad" - 1:48

## Personal
- Erik sång
- Erik Kronwall - layout
- Fredrik - gitarr
- Lelle Hildebrand - inspelningstekniker
- Magnus - gitarr
- Peter Lidén - layout (senare utgåvor)
- Rodrigo - trummor
- Tomek - bas

### Fotnoter
1. ↑  ”Skate to Hell”. Discogs.com. http://www.discogs.com/Satanic-Surfers-Skate-To-Hell/release/1424244. Läst 1 januari 2012.